# 프사마테 (위성)

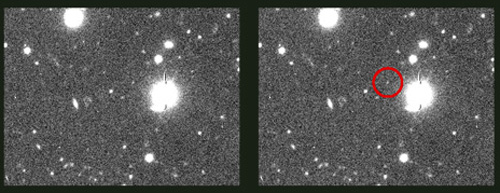

프사마테(Psamathe)는 해왕성의 역행하는 불규칙 위성이다. 지름은 약 40Km이고 2003년에 발견했다.
프사마테는 네소와 함께 현재까지 알려진 위성 중 가장 긴 궤도를 돌고 있다. 공전주기가 약 25년이며 이 거리는 지구와 달은 125배나 된다.